# InQuest Gamer
InQuest Gamer är en tidigare amerikansk månatlig speltidskrift inriktad på kortspel av typen Magic: The Gathering. Den publicerades 1995 till 2007.